# 교지 (스모)

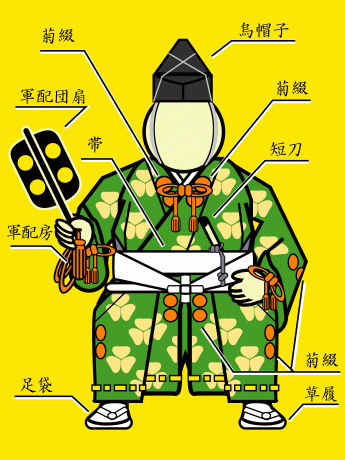
교지의 복장

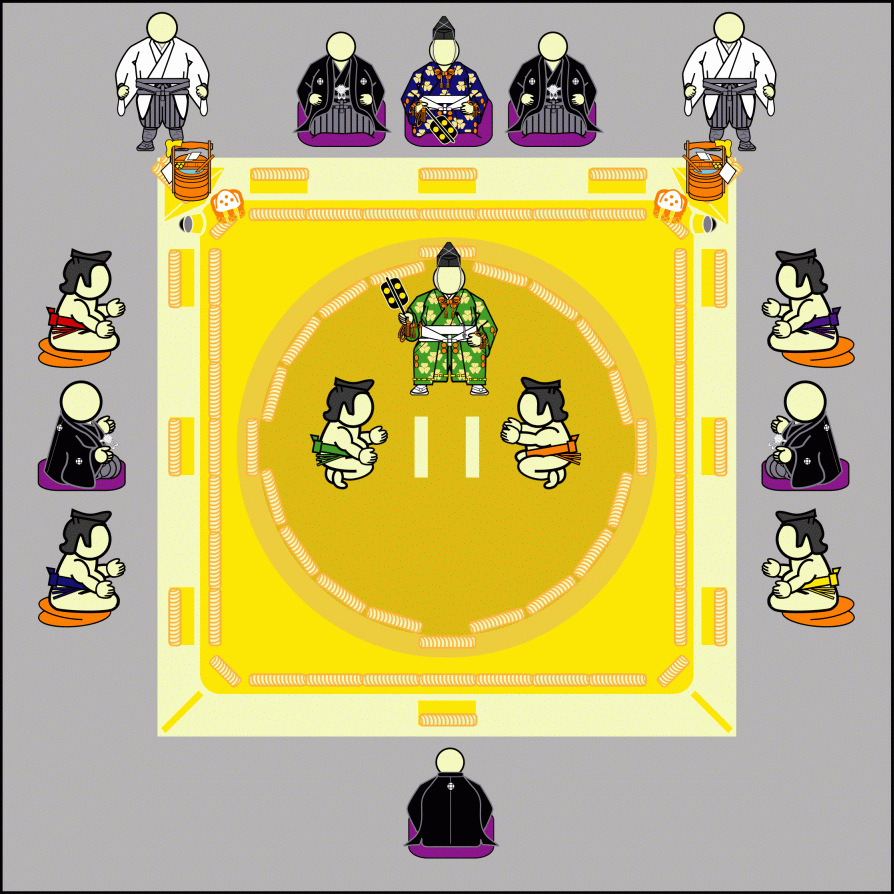
도효의 배치도.
도효 중간에 있는 사람이 교지
도쿄를 둘러싸고 승부심판이 배치된다.

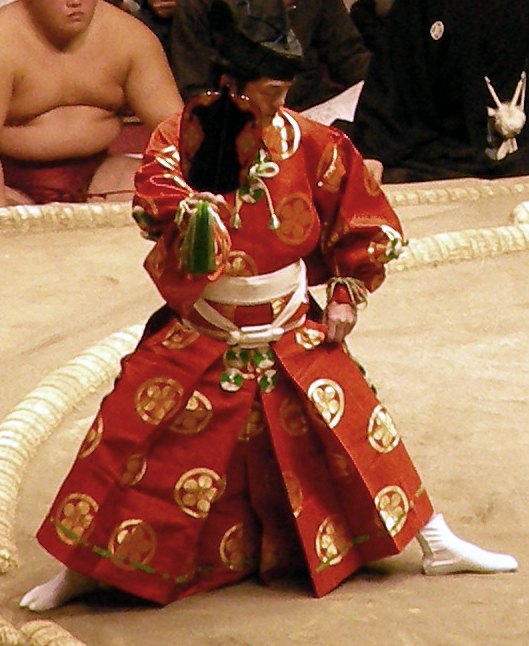
교지의 복장

교지(일본어: 行司)는 스모 경기에 심판으로 참여하여, 승패를 판단하는 역할을 맡은 사람을 말한다.

## 개요
스모의 심판인 교지는 승부가 갈리는 단계에서, 어느쪽 리키시가 이겼는가를 '군바이'(軍配)를 이용하여 가리킨다. 교지의 판정에 대하여, 승부 심판 등이 이의를 제기할 경우(모노이이(物言い)라고 함) 협의를 거쳐 결정을 내린다.
오즈모에서 교지는, 승부 결정하는 것 외에, 대결(도리쿠미) 중에 구령을 넣고, 관중의 관전에 방해가 되지 않도록 이동하고, 리키시의 느슨해진 마와시를 고쳐 매거나 풀어진 사가리(さがり)를 도효 바깥으로 치우거나, 미즈이리(水入り)가 있을 경우 양 리키시의 위치나 마와시 잡은 위치 등을 정하는 등의 여러 가지 일을 한다. 교지의 일에는 그 외에 반즈케를 쓰거나, 기마리테를 발표하는 일도 있다.
교지 또한 리키시와 마찬가지로 각 스모베야에 소속된다. 교지의 정원은 45명, 정년은 65세로 정해져 있다. 스모계에서 리키시 사이의 위아래가 철저하듯이, 교지 또한 마찬가지이고, 등급에 따라 옷차림도 크게 바뀐다. 교지 중에 가장 최고 등급인 다테교지(立行司)는 반듯이 단도를 차고 있는데, 이는 판정에 실수가 있었을 경우 할복을 하겠다는 의지를 보이는 일종의 전통적인 습관이며 예전부터 전해내려 온 것이다. (물론 실제로 할복을 했던 교지는 없었으며 현재도 하는 일은 없다.)
현재 오즈모의 교지는 크게 '기무라'(木村)' 가문과 '시키모리'(式守)가문으로 나뉘어 있으며, 교지를 하려는 자는 본인의 성과 이름 대신, 이 두 가문 가운데 하나를 선택하여 이름을 물려받아 교지로서 활동을 하게 된다.

## 같이 보기
- 일본 스모 협회